# Robert Stone (spisovatel)
Robert Stone (21. srpna 1937 New York, stát New York – 10. ledna 2015 Key West, Florida) byl americký spisovatel a scenárista, zaměřující se především na románovou tvorbu.
V roce 1975 obdržel za knihu Žoldáci americké literární ocenění Národní knižní cena. Dvakrát byl finalistou Pulitzerovy ceny a jednou také nominován na Faulknerovu cenu PEN klubu. Ústřední dílo Žoldáci získalo roku 1978 filmovou adaptaci pod názvem Psí vojáci, v hlavní roli s Nickem Noltem. Časopis TIME knihu zařadil na seznam 100 nejlepších anglicky psaných románů v letech 1923–2005.
Obdržel také ceny Mildred and Harold Strauss Living Award, John Dos Passos Prize za literaturu a ocenění Americké akademie a institutu umění a písemnictví.
Děje jeho románů doprovázejí černý humor, akčnost a politická témata.

## Osobní život
Narodil se roku 1937 v newyorském Brooklynu. Do šesti let vyrůstal s matkou trpící schizofrenií. Poté, co byla hospitalizována, strávil několik let v katolickém sirotčinci. V povídce „Absence of Mercy“, kterou označil za autobiografickou, byla hlavní postava v podobě pětiletého Mackay umístěna do sirotčince, charakterizovaného „sociální dynamikou korálového útesu“.
Otec opustil rodinu krátce po jeho narození. Ze střední školy odešel v roce 1954 a na čtyřleté období vstoupil do Námořnictva Spojených států. Během služby na moři navštívil také Antarktidu a Egypt.
Na počátku 60. let studoval krátce New York University. Pracoval jako redakční poslíček v periodiku New York Daily News. Následně se oženil a přestěhoval do New Orleans. Účastnil se semináře Wallace Stegnera na Stanfordově univerzitě, kde začal psát román. Ze začátku sedmdesátých let působil krátce jako válečný zpravodaj ve Vietnamu v Saigonu. Tuto zkušenost promítl do románu Žoldáci (1974).
V letech 1993–1994 vyučoval tvůrčí psaní na univerzitě Johnse Hopkinse a poté také na Yaleově univerzitě. V akademickém roce 2010–2011 působil na ústavu anglického jazyka při Texaské státní univerzitě v San Marcosu.
V roce 2000 byl hostem pražského Festivalu spisovatelů. V posledních letech Stone přebýval v New Havenu v Connecticutu nebo v Key West na Floridě.
Zemřel v lednu 2015 v rodinném floridském sídle v Key Westu na chronickou obstrukční plicní nemoc.

## Dílo

### Původní vydání
- 1966: A Hall of Mirrors
- 1974: Žoldáci[2]
- 1981: A Flag for Sunrise (román)
- 1986: Children of Light (román)
- 1992: Outerbridge Reach (román)
- 1997: Bear and His Daughter (povídky)
- 1998: Damascus Gate (román)
- 2003: Bay of Souls (román)
- 2007: Prime Green: Remembering the Sixties (paměti)
- 2010: Fun with Problems (povídky)
- 2013: Death of the Black-Haired Girl (román)

### Česká vydání
- 2002: Žoldáci
- 2007: Zelená mládí – Vzpomínky na 60. léta